# 荒井のり子
荒井 のり子（あらい のりこ、1973年 - ）は、日本のパラリンピック選手。
アトランタパラリンピック、シドニーパラリンピック、アテネパラリンピックの3大会に出場、金メダル2個、銀メダル2個、銅メダル1個の合計5個のメダルを獲得している。千葉県立銚子特別支援学校出身。

## 経歴
高校3年の時に車椅子競技に出会った。初の海外遠征となったイギリスでの国際脳性麻痺者スポーツ大会では100m、200m、400mの3種目で優勝した。
自宅近くに車椅子で走れる練習場がなかった彼女は直線200m余りの農道で練習をした。その後、本格的な練習の場を求めて片道2時間かけて長柄町のエアロビクスセンターでコーチの指導も受けた。ジャパンパラリンピックでアトランタパラリンピック出場権を獲得、100mで世界記録を出して金メダル、200mでも銀メダルを獲得した。大会後には千葉県より県民栄誉賞を受賞した。
メダル獲得後はインタビューや講演などがたくさん舞い込み、十分な練習時間が取れなくなったが2000年のシドニーパラリンピックでは100mで金メダル、200mで銀メダルを獲得した。
2004年のアテネパラリンピックではマグネシウムのレース用車椅子で出場、銅メダルを獲得した。
2000年度には朝日スポーツ賞を受賞している。